# Molophilus fragillimus
Molophilus fragillimus är en tvåvingeart som beskrevs av Günther Theischinger 1988. Molophilus fragillimus ingår i släktet Molophilus och familjen småharkrankar. Inga underarter finns listade i Catalogue of Life.